# Col d'Allos
El Col d'Allos es un puerto de montaña que se encuentra en los Alpes franceses, al departamento de los Alpes del alta Provenza, a una altitud de 2250 m s. n. m. El col se sitúa entre los macizos de Pelado y Trois-Évêchés, uniendo los valles del Ubaye y del Verdon. El puerto se encuentra cerca de la villa de Alòs y de las fuentes del Verdon. Suele estar abierto entre mayo y octubre.
La carretera fue abierta el 1891, y discurre en paralelo a los cols de la Cayolle y de la Bonette, dentro del parque nacional de Mercantour.

## Descripción de la ascensión
Por el norte, desde Barcelonnette, en el valle del Ubaye, la ascensión hace 17,5 km de largo, en que se suben 1.108 metros a un desnivel mediano del 6,3 %. Desde Alòs la ascensión tiene 15 de longitud, en que se superan 805 metros de desnivel a una media del 5,4 %.

## El col de Alòs en el Tour de Francia
El col de Alòs ha sido superado en 34 ocasiones por el Tour de Francia desde que se subió por primera vez el 1911. Los ciclistas que han pasado en primera posición por la cima han sido:
| Año  | Etapa | Categoría | Primero en la cumbre              |
| ---- | ----- | --------- | --------------------------------- |
| 2015 | 17.ª  | 1.ª       | Simon Geschke                     |
| 2000 | 14.ª  | 1.ª       | Pascal Hervé                      |
| 1975 | 15.ª  | 1.ª       | Eddy Merckx                       |
| 1969 | 11.ª  | 1.ª       | Luis Pedro Santamarina            |
| 1967 | 11.ª  | 1.ª       | Georges Chappe                    |
| 1957 | 11.ª  | 1.ª       | Louis Bergaud                     |
| 1949 | 16.ª  | 2.ª       | Fausto Coppi                      |
| 1948 | 13.ª  | 2.ª       | Jean Robic                        |
| 1947 | 9.ª   | 1.ª       | René Vietto                       |
| 1939 | 15.ª  |           | Edward Vissers                    |
| 1938 | 14.ª  |           | Gino Bartali                      |
| 1937 | 9.ª   |           | Mario Vicini                      |
| 1936 | 9.ª   |           | Julián Berrendero                 |
| 1935 | 9.ª   |           | Félicien Vervaecke                |
| 1934 | 9.ª   |           | René Vietto                       |
| 1933 | 9.ª   |           | Fernand Fayolle                   |
| 1932 | 11.ª  |           | Benoît Faure                      |
| 1931 | 15.ª  |           | Joseph Demuysere                  |
| 1930 | 15.ª  |           | Benoît Faure                      |
| 1929 | 14.ª  |           | Joseph Demuysere                  |
| 1928 | 13.ª  |           | Nicolas Frantz                    |
| 1927 | 16.ª  |           | Nicolas Frantz                    |
| 1926 | 14.ª  |           | Lucien Buysse                     |
| 1925 | 13.ª  |           | Auguste Verdijck                  |
| 1924 | 10.ª  |           | Nicolas Frantz                    |
| 1923 | 10.ª  |           | Henri Pélissier                   |
| 1922 | 10.ª  |           | Jean Alavoine                     |
| 1921 | 10.ª  |           | Hector Heusghem Honoré Barthélémy |
| 1920 | 10.ª  |           | Firmin Lambot                     |
| 1919 | 10.ª  |           | Honoré Barthélémy                 |
| 1914 | 10.ª  |           | Firmin Lambot Henri Pélissier     |
| 1913 | 10.ª  |           | Lucien Petit-Breton               |
| 1912 | 6.ª   |           | Octave Lapize                     |
| 1911 | 6.ª   |           | François Faber                    |